# Silistra
Silistra (en búlgaro Силистра) es una ciudad que se encuentra al nordeste de Bulgaria. Se halla en la orilla sur del río Danubio, que marca en ese punto la frontera entre Bulgaria y Rumania.
Silistra está en el corazón de la región histórica de la Dobrudja, una fértil llanura a caballo entre Bulgaria y Rumania y cuya posesión ha sido en el pasado disputada entre ambas naciones. Silistra forma parte de la Dobrudja meridional, actualmente atribuida a Bulgaria, mientras que la septentrional forma actualmente parte de Rumania. Es, por otra parte, la capital de la provincia de Silistra y de la diócesis de Silistra.

## Historia

Fluctuaciones de fronteras entre Rumania y Bulgaria, destacándose en amarillo la Dobrudja meridional, en la que se encuentra Silistra.

La ciudad de Silistra fue fundada el año 29, con el nombre de Durostorum, bajo el Imperio romano; la localidad ocupó un lugar destacado en la administración de la provincia romana de Mesia y en la defensa de la frontera del Danubio. Un campamento militar fue construido a finales del siglo I y fue el acuartelamiento de la legión XI Claudia desde principios del siglo II hasta al menos el siglo V.  
Durante la Edad Media, la ciudad era conocida con el nombre de Dorostol (entre el mandato del emperador Justiniano y el siglo VI) y, posteriormente, de Drastar (en búlgaro Дръстър), desde el reinado del zar búlgaro Simeón I, a partir del momento en que los búlgaros quedan en poder del territorio.
Durante el período en que la ciudad formó parte del Imperio otomano, que dio inicio en 1388, Silistra se convirtió en una ciudad fortificada en el rincón nordeste del famoso Cuadrilátero "Deli Orman" (formado por las ciudades de Ruse, Silistra, Shumen y Varna), pero las fortificaciones de la ciudad de Silistra fueron destruidas posteriormente en cumplimiento de las cláusulas del Tratado de Berlín (en 1878). Un año antes de dicha fecha, la ciudad había sido ocupada por el Ejército ruso, que había expulsado de ella a los turcos. En esa fecha, la ciudad quedó incorporada a Bulgaria, que acababa de recobrar su independencia.
La ciudad de Silistra pasó a dominio de Rumania en 1913, de acuerdo con lo pactado en el Tratado de San Petersburgo que puso fin a la segunda guerra balcánica (guerra en la cual Bulgaria resultó perdedora), antes de regresar de nuevo a poder de Bulgaria en 1940, de acuerdo con lo pactado entre ambos países en los Acuerdos de Craiova. En 1944, durante la Segunda Guerra Mundial, el Ejército Rojo hizo su entrada en Bulgaria precisamente por la ciudad de Silistra, motivo por el cual un carro de combate soviético está todavía expuesto en la ciudad a modo de recuerdo y homenaje, a orillas del Danubio. La entrada de las tropas de la Unión Soviética en el país motivó el cambio de bando del mismo en la guerra (véase al respecto Bulgaria durante la Segunda Guerra Mundial) y la declaración de guerra contra el Tercer Reich.

## Cultura

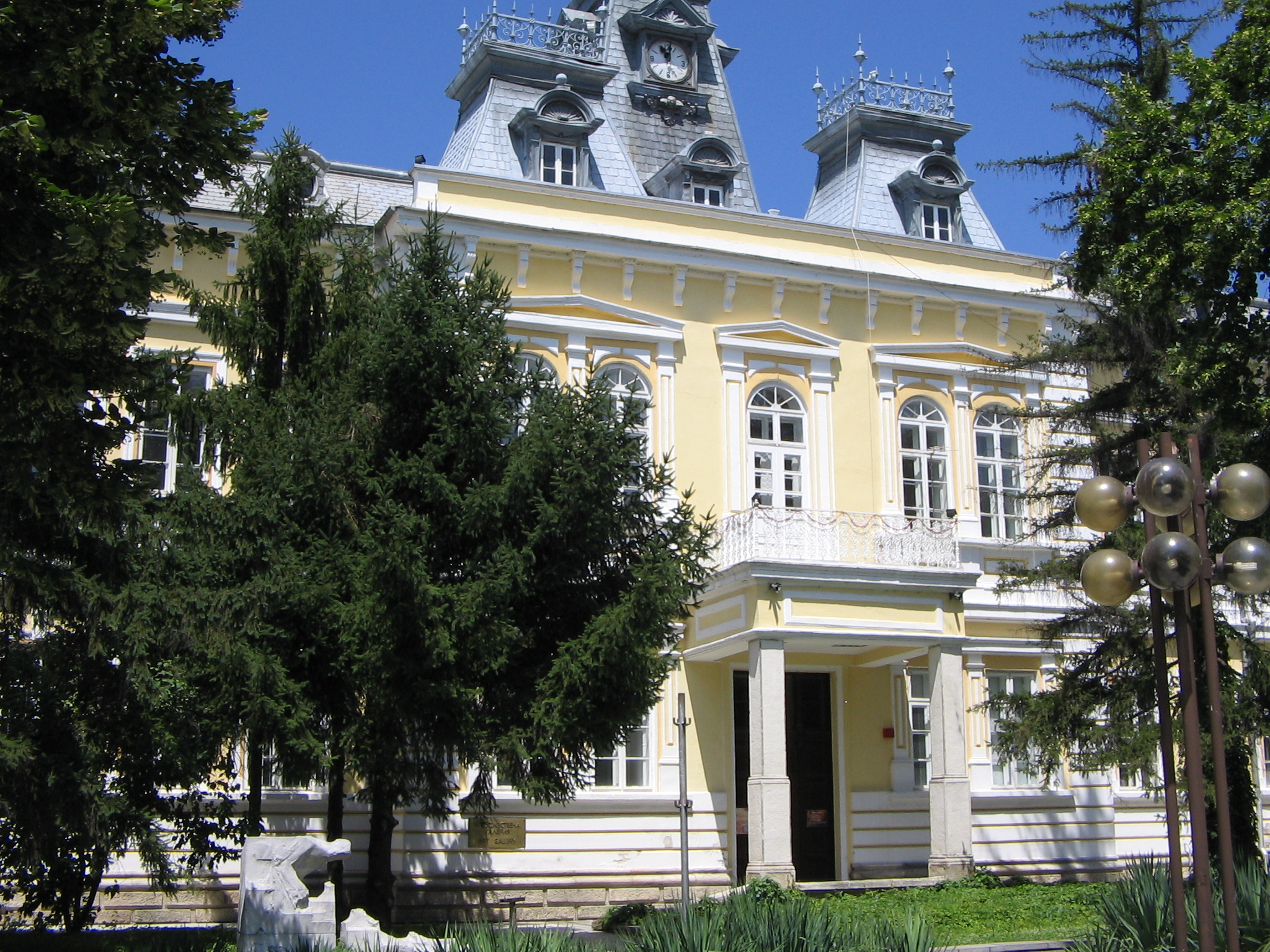
Galería de arte Minkov, en Silistra.

La ciudad está dotada de dos teatros (uno de los cuales está especializado en el público infantil), una galería de arte y dos museos (uno  arqueológico y otro etnográfico). En dichos museos se hallan expuestas piezas históricas que se remontan al período en que los tracios ocupaban la región. 
Por otro lado, en el interior de la antigua fortaleza otomana construida en la zona alta de la ciudad, que ha sido recientemente restaurada, se inauguró el año 2006 un museo histórico especializado en la fortaleza.

## Economía

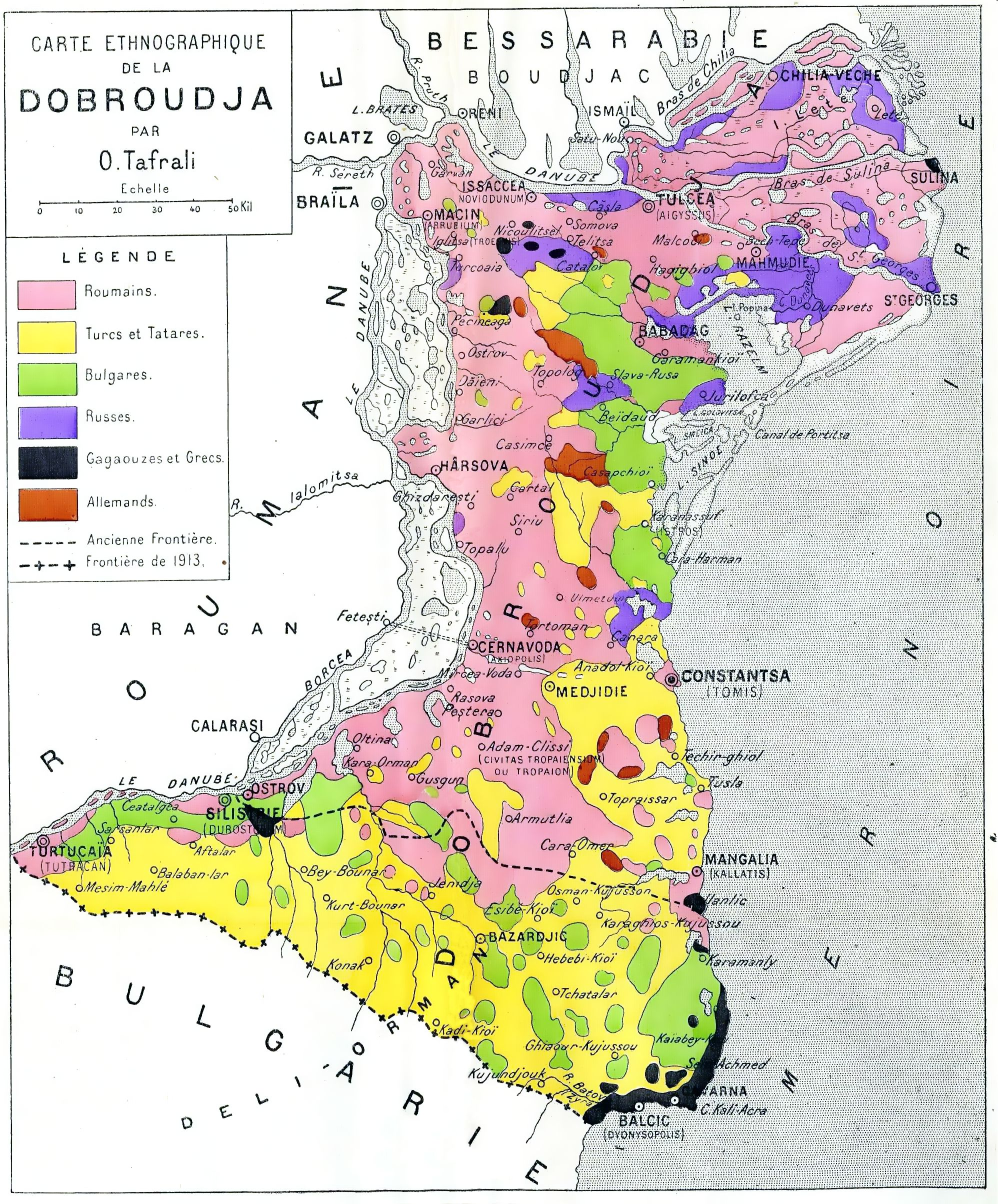
Mapa de la Dobrudja con indicación de las minorías étnicas existentes en 1937. La zona de Silistra aparece con población búlgara, rumana, griega y gagauze.

Silistra ha sido tradicionalmente el mercado desde el que se exportaban las producciones agrícolas de sus alrededores, centradas en los cereales y el vino, así como por diversas producciones silvícolas, como la madera. De hecho los alrededores de la ciudad están cubiertos por viñedos.
Las principales industrias de Silistra son la transformación de productos cárnicos, la industria textil, la agroalimentaria en general y la fabricación de ladrillos. Desde la caída del régimen comunista, la tasa de paro aumentó fuertemente en la localidad.
Hasta principios del siglo XX existió una próspera industria sedera, pero casi se extinguió debido a una enfermedad que afectó al gusano de seda.

## Demografía
La población de Silistra conoció un constante incremento hasta principios de los años 1990, pero la ciudad sufre desde esas fechas una importante sangría migratoria que se dirige bien hacia centros urbanos dotados de mayor vitalidad económica (Sofía o Varna) o bien hacia el extranjero. Por ese motivo desde esas fechas la curva de la población de la ciudad es claramente descendente.
Datos demográficos de Silistra entre 1892 y 2000:
| 11 718                     | 12 133 | 12 055 | 48 000 | 53 500 | 48 000 | 42 000 |
| (Fuente: [cita requerida]) |        |        |        |        |        |        |

En el censo de población correspondiente a 1908, 6142 de sus habitantes eran búlgaros y 4126 eran turcos.

## Personalidades destacadas
- Bíser Kírov (n. 1942), cantante (tenor) pop, productor y diplomático búlgaro. Fue conocido como «el búlgaro más popular de Rusia».